# Нью-стрит (Манхэттен)
Нью-стрит (англ. New Street) — улица в Нижнем Манхэттене.
Нью-стрит находится в Финансовом округе. Улица проходит между Бивер-стрит, пересекаясь с Эксчейндж-Плейс, и заканчивается на Уолл-стрит.
Своим названием (дословно: «новая улица») Нью-стрит обязана тому, что она стала первой улицей в городе, открытой после установления здесь британского владычества в 1664 году:79:28.
В 1862 году в цокольном помещении одного из домов на Нью-стрит была основана Нью-Йоркская биржа золота. Она действовала до 1879 года:917-8. В августе 1867 году в доме 18 на Нью-стрит была основана компания Gold and Stock Telegraph Company, которая одной из первых стала выпускать тикерные телеграфные аппараты. Фирма просуществовала до 1962 года:514.
На Нью-стрит выходят фасады таких заметных строений, как Бродвей, 26 и Нью-Йоркская фондовая биржа.
Ближайшей к Платт-стрит станцией метро является Фултон-стрит (2, 3, 4, 5, A, C, J, Z), Уолл-стрит (4, 5) и Брод-стрит (J, Z).